# سرژیوس (بازیگر)
سرژیوس (فرانسوی: Serjius‎؛ ۲۲ نوامبر ۱۸۷۸ – ۲۶ نوامبر ۱۹۶۶) با نام اصلی سرژ ژاک لئون الپرین بازیگر سینما و تئاتر اهل فرانسه بود.
از فیلم‌ها یا برنامه‌های تلویزیونی که وی در آن نقش داشته‌است می‌توان به سه تفنگدار اشاره کرد.